# Eruga paulisiana
Eruga paulisiana är en stekelart som först beskrevs av Pierre L. G. Benoit 1953.  Eruga paulisiana ingår i släktet Eruga och familjen brokparasitsteklar. Inga underarter finns listade i Catalogue of Life.